# دوازدهمین مراسم گلدن گلوب
۱۲مین مراسم گلدن گلوب برای ارج نهادن به بهترین در فیلم سال ۱۹۵۴ در ۲۴ فوریه ۱۹۵۵ در هتل سفیر لس آنجلس، کالیفرنیا برگزار شد برگزار شد. این برای دومین بار است که این مراسم در این هتل برگزار می‌شود.
مارلون براندو ستایش شده‌ترین بازیگر تاریخ سینمای جهان برنده بهترین بازیگر نقش اول مرد شد. گریس کلی سومین زنی پس از اینگرید برگمن و روسالیند راسلاست که دو سال پیاپی توانسته گوی زرین را تصاحب کند. و نیز وی چهارمین زنی است که دو بار گوی زرین را برده‌است
الیا کازان اولین کارگردانی است که متولد شهر کنستانتینوپل ﴿استانبول امروزی﴾، که توانسته برنده بهترین کارگردانی گلدن گلوب را بدست آورد.

## برندگان

### جایزه گلدن گلوب بهترین فیلم – درام
در بارانداز directed by الیا کازان

### جایزه گلدن گلوب بهترین فیلم – موزیکال یا کمدی
کارمن جونز directed by اتو پرمینگر

### جایزه گلدن گلوب بهترین بازیگر مرد – فیلم درام
مارلون براندو - در بارانداز

### جایزه گلدن گلوب بهترین بازیگر زن – فیلم درام
گریس کلی - دختر روستایی

### جایزه گلدن گلوب بهترین بازیگر مرد – فیلم موزیکال یا کمدی
جیمز میسون - ستاره‌ای متولد شده‌است

### جایزه گلدن گلوب بهترین بازیگر زن – فیلم موزیکال یا کمدی
جودی گارلند - ستاره‌ای متولد شده‌است

### جایزه گلدن گلوب بهترین بازیگر نقش مکمل مرد
ادموند اوبرایان - کنتس پابرهنه

### جایزه گلدن گلوب بهترین بازیگر نقش مکمل زن
جن استرلینگ - متکبرها

### جایزه گلدن گلوب بهترین کارگردانی
الیا کازان - در بارانداز

### جایزه گلدن گلوب بهترین فیلم‌نامه
ارنست لمان - سابرینا

### جایزه گلدن گلوب بهترین فیلم غیر انگلیسی‌زبان
- ژنویو از بریتانیا
- مادام کاملیا از آرژانتین
- هیچ راهی برای بازگشت نیست از آلمان غربی
- بیست و چهار چشم from ژاپن[۱۱]

### Henrietta Award (World Film Favorites)
گریگوری پک and  آدری هپبورن 

### Special Achievement Award
والت دیزنی for artistic merit in  بیابان زنده 

### Cinematography - Color
Brigadoon photographed by جوزف روتنبرگ

### Cinematography - Black and White
در بارانداز photographed by بوریس کافمن

### Promoting International Understanding
نیزه شکسته - directed by ادوارد دمیتریک

### جایزه گلدن گلوب سیسیل بی. دمیل
ژان هرشولت

### New Star of the Year Actor
(Three way tie)
- کارمن جونز - Joe Adams
- Four Guns to the Border - جورج نادر
- هفت عروس برای هفت برادر - جف ریچاردز[۱۸]

### New Star of the Year Actress
(Three way tie)
- دردسر هری - شرلی مک‌لین
- Phffft! - کیم نواک
- متکبرها - کرن شارپ[۱۹]

### Honor Awards
- جان فورد - Special "Pioneer" award in the motion picture industry[۲۰]
- هربرت کالموس - Special "Pioneer" award for color on the screen[۲۱]
- دیمیتری تیومکین - for creative musical contribution to Motion Picture[۲۲]